# Nika Fleiss
Nika Fleiss (Brežice, 14 dicembre 1984) è un'ex sciatrice alpina croata specialista delle prove tecniche.

## Biografia

### Stagioni 1999-2003
Originaria di Samobor e sugli sci dall'età di tre anni, la Fleiss iniziò a partecipare a gare FIS nel 1999 ed esordì in Coppa Europa il 19 gennaio 2001 a Elbigenalp in slalom speciale, senza completare la prova. Un mese dopo fu convocata per i Mondiali di Sankt Anton am Arlberg, suo esordio iridato, in cui ottenne il 22º posto nello slalom speciale e il 27 ottobre successivo, non ancora diciassettenne, prese parte alla sua prima gara di Coppa del Mondo, lo slalom gigante di Sölden, senza completare la prova.
Nel febbraio 2002 rappresentò il suo Paese ai XIX Giochi olimpici invernali di Salt Lake City 2002, suo esordio olimpico, conquistando il 23º posto nello slalom gigante e il 12º nello slalom speciale. Il 23 novembre 2002 ottenne i primi punti in Coppa del Mondo con il 10º posto nello slalom speciale di Park City; durante la stessa stagione giunse 26ª nello slalom gigante e 8ª nello slalom speciale dei Mondiali di Sankt Moritz.

### Stagioni 2004-2007
Nel 2004 ottenne la prima vittoria, nonché primo podio, in Coppa Europa, il 17 febbraio a Rogla in slalom speciale, e conquistò la medaglia d'argento ai Mondiali juniores di Maribor nello slalom speciale, alle spalle dell'austriaca Kathrin Zettel. Nel 2005 partecipò ai suoi terzi Mondiali e nella rassegna iridata di Bormio/Santa Caterina Valfurva fu 29ª nello slalom gigante e 10ª nello slalom speciale;  nello stesso anno conquistò in slalom speciale la seconda e ultima vittoria in Coppa Europa, nonché ultimo podio (il 2 marzo a Passo del Tonale) e il suo miglior piazzamento in Coppa del Mondo, il 12 marzo a Lenzerheide (6ª).
Fu presente ai XX Giochi olimpici invernali di Torino 2006, in cui ottenne il 40º posto nella prova di supergigante, il 19º in quella di slalom gigante, il 23º in quella di slalom speciale e non concluse la combinata. Nel novembre dello stesso anno, a causa di uno scontro con un allenatore austriaco, si infortunò, fatto che la tenne lontana dalle gare per tutta la stagione 2006-2007.

### Stagioni 2008-2010
Dopo il suo rientro ottenne solo alcuni piazzamenti nelle prime venti in gare di Coppa del Mondo, tra cui il 10º posto nello slalom speciale di Garmisch-Partenkirchen del gennaio 2009; sempre nel 2009 partecipò ai Mondiali di Val-d'Isère, suo congedo iridato, piazzandosi 32ª nello slalom gigante e uscendo nello slalom speciale.
L'anno seguente prese per l'ultima volta il via in Coppa del Mondo, il 17 gennaio a Maribor in slalom speciale (24ª), e fu convocata per i XXI Giochi olimpici invernali di Vancouver 2010, sua ultima presenza olimpica, dove giunse 25ª nello slalom speciale e non concluse lo slalom gigante. Alla fine di quella stessa stagione 2010 annunciò il ritiro dall'attività agonistica, decisione dovuta soprattutto al taglio di budget imposto dalla Federazione sciistica della Croazia che la lasciò fuori dalla squadra nazionale. Non potendo affrontare da sola le spese per un'altra stagione agonistica, la Fleiss decise di abbandonare il Circo bianco; la sua ultima gara rimase così lo slalom speciale dei Campionati sloveni 2010, disputato il 20 marzo a Kope e che chiuse al 6º posto.

## Palmarès

### Mondiali juniores
- 1 medaglia:
  - 1 argento (slalom speciale a Maribor 2004)

### Coppa del Mondo
- Miglior piazzamento in classifica generale: 39ª nel 2005

### Coppa Europa
- Miglior piazzamento in classifica generale: 13ª nel 2004
- 3 podi:
  - 2 vittorie
  - 1 secondo posto

#### Coppa Europa - vittorie
| Data             | Località         | Paese    | Specialità |
| ---------------- | ---------------- | -------- | ---------- |
| 17 febbraio 2004 | Rogla            | Slovenia | SL         |
| 2 marzo 2005     | Passo del Tonale | Italia   | SL         |

Legenda:

SL = slalom speciale

### Campionati croati
- 2 medaglie[2]:
  - 1 oro (slalom speciale nel 2004)
  - 1 bronzo (slalom gigante nel 2005)